# St. Pius (Kandel)
Die Kirche St. Pius ist eine dem heiligen Papst Pius X. gewidmete katholische Kirche in Kandel (Pfalz) (Bistum Speyer). Sie ist die Hauptkirche einer gemeinsamen Kirchengemeinde mit Erlenbach und zugleich Pfarrkirche der Kandeler Pfarrei Heilige Vierzehn Nothelfer.

## Geschichte
Kandel besaß jahrhundertelang nur eine Kirche, die St.-Georgs-Kirche, die seit 1684 als Simultaneum genutzt wurde, der Chorraum von der katholischen, das Langhaus von der protestantischen Gemeinde. Die Schlüsselgewalt für die Kirche wurde durch die protestantische Gemeinde ausgeübt. Insbesondere deshalb kam es immer wieder zu Differenzen zwischen den Konfessionen.
Nach Ende des Zweiten Weltkriegs stieg durch den Zuzug von Heimatvertriebenen bzw. Flüchtlingen die Zahl der Katholiken im protestantisch geprägten Kandel an und das Simultaneum stieß an seine Grenzen. Um Abhilfe zu schaffen, wurde unter der Ägide von Pfarrer Josef Ohmer der Bau eines eigenen katholischen Kirchengebäudes angegangen. Die Grundsteinlegung erfolgte am 17. November 1957, die Weihe durch den Speyerer Bischof Isidor Markus Emanuel am 19. Oktober 1958. Architekt war Eugen Beuerlein vom Bischöflichen Bauamt Speyer.
Die bisher letzte Renovierung der Kirche fand im Jahr 2009 statt.
Bis in die 2000er Jahre war die Kirche die Pfarrkirche der Pfarrei St. Pius Kandel. Im Rahmen einer Bistrumsreform wurde die Pfarrei St. Pius mit mehreren Gemeinden in umliegenden Orten zur Großpfarrei Hl. Vierzehn Nothelfer mit Sitz in Kandel zusammengefasst.

## Beschreibung
Das Kirchengebäude und der Glockenturm (Campanile) stehen getrennt voneinander. An das Kirchenschiff schließt sich seitlich eine Sakristei an.
Der Kirchenraum hat einen quadratischen Grundriss. Die hohen Seitenwände sind bis auf einige Kerzenleuchter und die Kreuzwegstationen fast schmucklos und verfügen über hoch gelegene, kleinere quadratische Fenster nach Art der mittelalterlichen Zisterzienserklöster. Der Chorraum mit Altar und Tabernakel wird geprägt durch ein überlebensgroßes an der Chorwand angebrachtes kupfergetriebenes Relief von Pius X., dem Patron der Kirche. Es wurde durch den Münchner Künstler Werner Schreiner erstellt.
Neben dem Eingang befindet sich eine Kriegergedächtniskapelle.

## Orgel
Die Orgel der St.-Pius-Kirche wurde 1962 von Hugo Wehr (Haßloch) mit 27 Registern auf zwei Manualen und Pedal gebaut. Ihre Spieltraktur ist mechanisch, ihre Registertraktur ist elektrisch. Die Windladen sind als Schleifladen ausgeführt. Gerhard Kuhn (Esthal) renovierte das Instrument im Jahr 1996. Die Disposition lautet:
| I Hauptwerk C–g3   |        |
| Quintade           | 16′    |
| Prinzipal          | 08′    |
| Gedackt            | 08′    |
| Oktav              | 04′    |
| Rohrflöte          | 04′    |
| Oktav              | 02′    |
| Cornett III–V      | 08′    |
| Mixtur IV–V        | 01 ⁄3′ |
| Spanische Trompete | 08′    |
| Rohrschalmei       | 04′    |

| II Schwellwerk C–g3 |        |
| Weitgedackt         | 08′    |
| Weidenpfeife        | 08′    |
| Prinzipal           | 04′    |
| Holzflöte           | 04′    |
| Salizet             | 02′    |
| Sesquialter II      | 02 ⁄3′ |
| Zimbel IV           | 01′    |
| Dulzian             | 16′    |
| Französische Oboe   | 08′    |

| Pedal C–f1      |        |
| Prinzipalbass   | 16′    |
| Subbass         | 16′    |
| Oktavbass       | 08′    |
| Gedacktbass     | 08′    |
| Choralbass      | 04′    |
| Nachthorn       | 02′    |
| Rauschpfeife IV | 02 ⁄3′ |
| Posaune         | 16′    |

- Koppeln: II/I, I/P, II/P

- Spielhilfen: 2 freie Kombinationen, Feste Kombination (Tutti)

## Gemeinden
Zu der Pfarrei Heilige Vierzehn Nothelfer Kandel gehören, neben der dieser Hauptkirche, noch folgende drei Teilgemeinden:
- Minfeld, Freckenfeld, Winden (St. Laurentius)
- Schaidt, Hergersweiler, Dierbach, Vollmersweiler (St. Leo)
- Steinweiler (St. Martin)